# الوس
الوس، روستایی از توابع بخش هویزه شهرستان دشت آزادگان در استان خوزستان ایران است.

## جمعیت
این روستا در دهستان بنی‌صالح قرار دارد و براساس سرشماری مرکز آمار ایران جمعیت آن نهصد و سی نفر بوده‌است.